# 유효정
유효정(1995년 12월 28일 ~ )은 대한민국의 생명정보학자로 2008년 8월 중학교 졸업학력 검정고시, 2009년 4월 고등학교 졸업학력 검정고시에 각각 합격하고,  2011년 2월 국가평생교육진흥원 학점은행제 전자계산학 학사 학위를 취득했다. 정근모의 기록을 깨고 2018년에 22세 8개월로 한국에서 최연소 박사학위를 취득한 사람이다.
종전의 기록은 만 23세 5개월의 나이로 미국 미시간 주립대학교 대학원에서 응용물리학 박사 학위를 취득한 정근모 전 과학기술처 장관이 그 당사자였다.
2019년 4월부터 유니스트 한국게놈센터에서 박사후연구원으로 재직 중이다.

## 학력
- 2007년 2월 초등학교 졸업
- 2008년 8월 중학교 졸업학력 검정고시 (합격)
- 2009년 4월 고등학교 졸업학력 검정고시 (합격)
- 2011년 2월 국가평생교육진흥원 학점은행제 (전자계산학 / 학사)
- 2011년 2월 과학기술연합대학원대학교 생명공학과 석·박사 통합과정 입학
- 2015년 2월 과학기술연합대학원대학교 한국생명공학연구원 석·박사 통합과정 수료
- 2018년 8월 과학기술연합대학원대학교 (생명정보학 / 박사)

## 같이 보기
- 송유근
- 이수홍